# نور فتاح‌اوغلو
آسیه نور فتاح‌اوغلو (به ترکی استانبولی: Asiye Nur Fettahoğlu؛ زادهٔ ۱۲ نوامبر ۱۹۸۰) بازیگر اهل ترکیه است. عمده شهرت وی به خاطر بازی در نقش ماه‌دوران سلطان در مجموعه حریم سلطان است.

## زندگی
نور فتاح‌اوغلو ۱۲ نوامبر ۱۹۸۰ در دویسبورگ، آلمان غربی زاده شد. پدرش سینان فتاح‌اوغلو و مادرش فاطمه فتاح‌اغلو است. او پنج خواهر برادر به غیر از خود دارد. نور در ابتدا در یک مزون، طراح لباس بود و با گذشت زمان به فعالیت‌های تلویزیونی راه پیدا کرد. در ابتدا او یک مجری بود ولی در سال ۲۰۰۷ فعالیت خود را در زمینه بازیگری آغاز کرد که اولین سریال او نوسان قلب در سال ۲۰۰۷ بود. او با بازی کردن در سریال‌های عشق ممنوع در نقش بیسان و حریم سلطان در نقش ماه‌دوران سلطان به شهرت رسید.

### زندگیِ خصوصی
نور فتاح‌اوغلو در سال ۲۰۰۸ با مراد آیسان ازدواج کرد و در سال ۲۰۱۱  از او جدا شد. او در سال ۲۰۱۳ با لونت وزیر‌اوغلو ازدواج کرد. نور فتاح‌اوغلو به شکل ناگهانی در اواخر ژانویه ۲۰۱۵  تصمیم گرفت که از لونت وزیراوغلو جدا شود. در تابستان ۲۰۱۴ نور فتاح و همسرش برای تعطیلات تابستانی به سواحل ترکیه سفر کرده بودند و بسیار خوشبخت به نظر می‌رسیدند ولی در ژانویه ۲۰۱۵ طی دعوایی که کرده بودند تصمیم گرفتند از یک دیگر جدا شوند، ولی پس از مدتی تصمیم گرفتند که شانسی دوباره به زندگی خود بدهند آنها در سال ۲۰۱۶ صاحب دختری به نام اِلیسا شدند . ولی در سال ۲۰۲۱ از هم دیگر به صورت رسمی جدا شدند.

## فیلم‌‌شناسی

### تلویزیون
| سال       | عنوان            | نقش                      | یاداشت           |
| --------- | ---------------- | ------------------------ | ---------------- |
| ۲۰۰۷      | نوسان قلب        | آیلین آریسوی             | مجموعه تلویزیونی |
| ۲۰۰۷      | من پدر ندارم     | تولای جنک                | مجموعه تلویزیونی |
| ۲۰۰۸-۲۰۱۰ | عشق ممنوع        | پیکر                     | مجموعه تلویزیونی |
| ۲۰۱۱      | دره گرگ‌ها فلسطین | سیمون                    | فیلم سینمایی     |
| ۲۰۱۱      | افسر عوارض       | کادین                    | فیلم سینمایی     |
| ۲۰۱۱-۲۰۱۴ | حریم سلطان       | ماه‌دوران سلطان           | مجموعه تلویزیونی |
| ۲۰۱۴-۲۰۱۵ | در راه زندگی     | شافاک گونای              | مجموعه تلویزیونی |
| ۲۰۱۵-۲۰۱۶ | کالسکه           | سوریا                    | مجموعه تلویزیونی |
| ۲۰۱۷      | فی               | بلور                     | مجموعه اینترنتی  |
| ۲۰۱۷-۲۰۱۸ | پایتخت:عبدالحمید | شاهزاده خانم آبخاز افسون | مجموعه تلویزیونی |
| ۲۰۱۸      | استپی            | دیلارا ارولو             | مجموعه اینترنتی  |
| ۲۰۱۹      | خواهر و برادر    | اومای کارایی             | مجموعه تلویزیونی |
| ۲۰۲۰      | بابل             | ادا                      | مجموعه تلویزیونی |
| ۲۰۲۱      | خانه کاغذی       |                          | مجموعه تلویزیونی |

## جوایز
- بهترین بازیگر مکمل زن سریال حریم سلطان ۲۰۱۱
- بهترین بازیگر مکمل زن سریال حریم سلطان ۲۰۱۲
- مدال تشکر در سال ۲۰۱۳
- بهترین بازیگر مکمل زن سریال  حریم سلطان ۲۰۱۳